# Leif Borgström
Leif Anders Borgström, född 20 december 1938 på Eriksdal på Alnön, död 12 mars 2018, var en svensk målare, tecknare, grafiker och dekorationsmålare.
Borgström utbildade sig på Konstfack i Stockholm 1962–1968, avdelningen för dekorativ målning och var medlem av Konstnärernas riksorganisation (KRO) och Bildkonst Upphovsrätt i Sverige (BUS). Fram till 1981 var han bosatt i Nacka och verksam i Stockholm. 1981 flyttade han till Medelpad där han hade sin ateljé i Finnsjöns gamla skola (Fränsta). 

## Dekormålaren
Leif Borgström var under flera år på 1960- och 1970-talet anlitad som dekormålare. Han målade under perioden dekor till filmer av Ingmar Bergman (Viskningar och rop, Min  älskade), Johan Bergenstråhle (Hello Baby ) och revyer av Hans Alfredson och Tage Danielsson (Svea Hund på Göta Lejon, med flera) och filmer (Picassos äventyr med flera ).

## Konstnärlig teknik och karaktäristik
Från att ha målat företrädesvis abstrakt måleri började han under 1990-talet att mer gå över till en gestaltande och föreställande bildvärld. Han målade främst i akryl och använde ofta sgraffito-tekniken som innebär att färglager läggs ovanpå varandra varpå bilden ristas eller skrapas fram. Konsten har ofta sin utgångspunkt i naturen och det inre landskapet. 

## Offentlig konst och utsmyckningar
Leif Borgström har gjort ett stort antal större offentliga konstverk och utsmyckningar och finns representerad över hela Sverige, däribland landstingen i Jämtland, Västernorrland, Västerbotten, Östergötland; kommunerna Stockholm, Nacka, Värnamo, Södertälje, Östersund, Ånge och Sundsvall. 
Ett urval av offentliga utsmyckningar är Huddinge sjukhus, Södersjukhuset, Lunds universitetssjukhus, Akademiska Sjukhuset i Uppsala, SGU, Laborantskolan i Stockholm, Skellefteå lasarett, Härnösands Länsmuseum, Sundsvalls sjukhus, Botvidsgymnasium, Lidingö förvaltningsbyggnad, Borgsjö naturrum och Ljungaverk Folkets Hus.  

## Representation
Leif Borgström finns representerad i Statens konstråds samlingar, Moderna Museet,  Konserthuset i Stockholm, Konung Gustaf VI Adolfs samlingar, Sundsvalls museum samt en rad konstföreningar.  

## Utställningar
Leif Borgström hade bland annat en utställning på Sundsvalls Museum 2008 . Under några år ingick han även i konstnärsgruppen Filon tillsammans med skulptörerna Lars Widenfalk, Unni Brekke Widenfalk och konstnärerna Kirstie Ekelund, Marianne Degerman och Marianne Ljusberg. Gruppen ställde bland annat ut på  Kunstmuseet Nord-Trøndelag i Namsos, Norge.